# Giansenismo

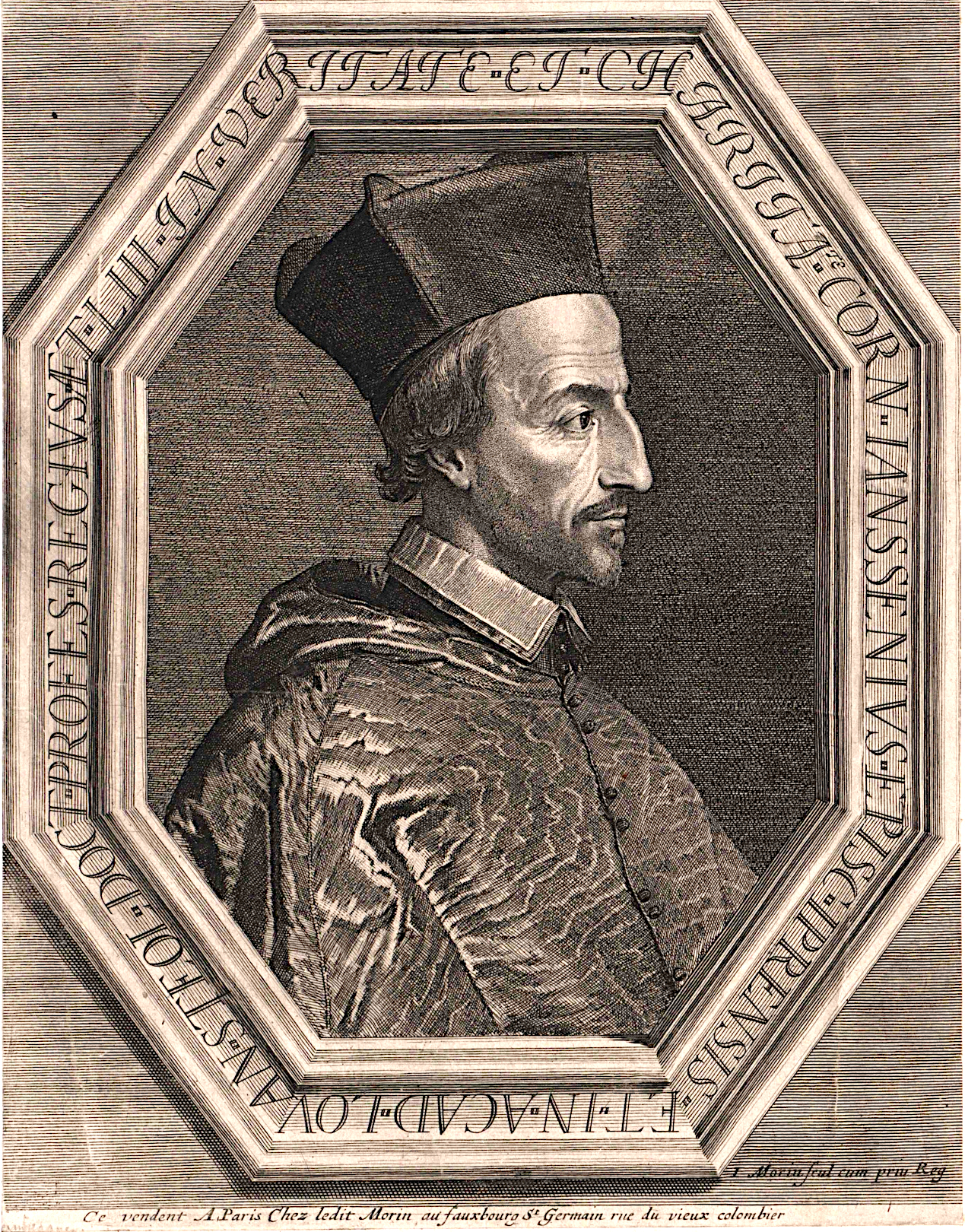
Cornelis Jansen (Giansenio), vescovo di Ypres, autore dell'Augustinus e padre del giansenismo.

Il giansenismo fu un movimento religioso, filosofico e politico che proponeva un'interpretazione del cattolicesimo sulla base della teologia elaborata nel XVII secolo da Giansenio.
L'impianto di base del giansenismo si fonda sull'idea che l'essere umano nasca essenzialmente corrotto e, quindi, inevitabilmente destinato a commettere il male.
Senza la grazia divina, l'uomo non può far altro che peccare e disobbedire alla volontà di Dio; ciononostante, alcuni esseri umani sono predestinati alla salvezza, mentre altri non lo sono (doppia predestinazione).
Con tale teologia, Giansenio intendeva ricondurre il cattolicesimo a quella che egli riteneva la dottrina originaria di Agostino d'Ippona, in contrapposizione al molinismo (corrente teologica che prende il nome dal gesuita spagnolo Luis de Molina), allora prevalente, che concepiva la salvezza come sempre possibile per ogni essere umano dotato di buona volontà.
Il giansenismo fu un fenomeno estremamente complesso: partito da un problema eminentemente teologico, entrò ben presto in campo etico, assunse posizioni ecclesiologiche estremiste e si mosse anche come una specie di partito politico; influenzò, infine, pratiche di religiosità popolare.
Il movimento giansenista accompagnò la storia della Francia lungo tutta l'epoca dell'ancien Régime e conobbe anche un'importante ramificazione italiana nel Sette-Ottocento, di impronta giurisdizionalista e riformatrice.
La Chiesa cattolico-romana condannò il giansenismo come eretico e vicino al protestantesimo, in quanto negherebbe il libero arbitrio di fronte al peccato e alla grazia divina, e suggerirebbe l'idea di una salvezza predestinata. Il giansenismo fu quindi condannato dapprima dalla Congregazione dell'Indice nel 1641, poi con successive lettere pontificie, tra cui le bolle In eminenti (1642), Cum occasione (1653), Ad sacram beati Petri sedem (1656), Regiminis Apostolici (1664) e Unigenitus Dei Filius (1713).

## Sintesi dottrinale
Il rigido pensiero agostiniano di Giansenio, il programma di profonda spiritualità di Port-Royal des Champs, il rigorismo etico di Saint-Cyran e Antoine Arnauld, il gallicanesimo e richerismo di Pasquier Quesnel e la ribellione politica degli "appellanti" contro la Unigenitus Dei Filius, ci restituiscono il quadro di un giansenismo da vedere come un fenomeno assai complesso.
Tra le varie tendenze e manifestazioni storiche del giansenismo
- la concezione di un cristianesimo profondamente esigente, che dovrebbe essere vissuto senza compromessi né concessioni,
- una coscienza intensa dei diritti della persona e soprattutto del pensiero individuale, di fronte all'assolutismo dell'autorità: è una reazione personalista ad opporre Saint-Cyran al sistema politico-religioso di Richelieu, a comandare il silenzio rispettoso di Arnauld riguardo alla decisione papale sulla "questione di fatto", a provocare la rivolta degli "appellanti" contro una bolla ai loro occhi totalmente erronea.»

(Cognet, pp. 124-125)
Le idee teologiche principali del giansenismo si possono ricondurre a tre aspetti principali:
1. un aspetto dogmatico, il cui maggior rappresentante fu Giansenio,
2. un aspetto morale, con il suo maggior esponente in Antoine Arnauld,
3. un aspetto ecclesiologico-disciplinare, che si sviluppa già a partire da Saint-Cyran.

### Aspetto dogmatico
Impersonato da Giansenio e sostanzialmente a lui limitato, durerà nella coscienza dei giansenisti fino ad Arnauld (con la distinzione tra "questione di diritto e questione di fatto"), quindi per poco più di dieci anni dopo la pubblicazione dell'Augustinus.
Semplificandone la visione soteriologica, possiamo dire che il giansenismo ritiene che Dio non intervenga per cambiare questo mondo, dominato dall'ingiustizia e dal peccato, ma prepari piuttosto per il credente un premio nell'aldilà. Come ogni cattolico, anche Giansenio crede che la corruzione sia stata originata dal peccato originale e venga trasmessa ereditariamente, ma nella prospettiva giansenista la caduta dell'uomo è talmente distruttiva che l'essere umano non ha più alcun libero arbitrio, e senza la grazia divina non potrebbe far altro che peccare e disobbedire alla volontà di Dio: la "grazia sufficiente" di cui Dio aveva dotato l'uomo all'atto della creazione è ormai completamente perduta. Attraverso la morte in croce di Gesù Cristo, però, Dio concede una "grazia efficace" ad alcuni uomini da lui predestinati, resi giusti dalla loro fede e dalle opere che la grazia stessa consente loro di realizzare.
Per quanto riguarda il rapporto fra la grazia divina e il libero arbitrio dell'uomo, argomento su cui all'epoca si disputava aspramente, il giansenismo, influenzato anche dalla dottrina di Michele Baio, cercava una via equidistante fra cattolicesimo e protestantesimo, asserendo che, con il conferimento della grazia, questa si compenetra alla volontà umana che si conforma così anche alla volontà divina.

### Aspetto morale
È la diretta conseguenza della prospettiva dogmatica, anche se appare già con Saint-Cyran (sostenitore del contrizionismo) ancora prima della pubblicazione dell'Augustinus. Si svilupperà poi con Arnauld, diventerà eclatante con Pascal, e perdurerà come carattere rigorista fino agli ultimi sviluppi del giansenismo. Come osservava Giacomo Martina,
(Martina, p. 155)
Questo rigorismo verrà poi assunto dai giansenisti anche come fondamento per il loro attacco contro i Gesuiti (i quali erano, da parte loro, antigiansenisti dichiarati): il giansenismo accuserà con durezza i teologi gesuiti per il loro lassismo e per le posizioni probabiliste in ambito etico.

### Aspetto ecclesiologico-disciplinare
Il giansenismo, nel particolare contesto in cui sorse, assunse anche un'esplicita connotazione di opposizione all'autorità del papa.
Per Saint-Cyran, l'agostinismo era stato uno strumento per la riforma della Chiesa. Tuttavia, l'opposizione da parte dei Gesuiti, fortemente centralizzati e appoggiati da Roma, e la persecuzione che il regime assolutistico scatenerà - di concerto con il papa - contro il giansenismo spingeranno i giansenisti su una posizione fortemente anti-romana. Quando Fénelon li attaccherà addirittura in nome dell'infallibilità pontificia, l'atteggiamento dei giansenisti si sposterà ancora di più su posizioni antipapali. Con Pasquier Quesnel e poi nell'opposizione alla costituzione apostolica Unigenitus, infine, l'autorità del papa verrà messa in discussione non più sui fatti, ma anche sui principi di fede.
Questo aspetto ecclesiologico, in senso riformatore e fortemente segnato da tendenze giurisdizionaliste, caratterizzerà anche il giansenismo "d'esportazione", soprattutto in Italia.

### Altre sfaccettature del giansenismo
- In ambito pedagogico, Jean Delumeau ha messo in evidenza la forte preoccupazione dei giansenisti per l'istruzione popolare:

(Delumeau, pp. 154-155)
- Il giansenismo, come si è detto, si caratterizza anche come ideologia politica. Questa elaborazione teorica inizia con lo stesso Giansenio e il suo Mars Gallicus, un intervento a difesa della purezza della fede compromessa dagli intrighi di Richelieu. A poco a poco, questa contrapposizione con l'ancien Régime da teologica si fa più esplicitamente politica: al di là delle vicissitudini della congiuntura politica esisteva tra teologia giansenista e ragion di Stato una fondamentale incompatibilità.[4]
- Nell'ambito dello sviluppo storico culturale, il giansenismo si pone in una posizione paradossale. Da una parte, in quanto movimento "anti-umanista",[5] il giansenismo è una forza decisamente conservatrice. Ma proprio per questo, paradossalmente appunto, il giansenismo diventa una forza "moderna", per la sua rivendicazione contro la ragion di Stato e l'argomento di autorità.[6]

## Genesi, sviluppo e declino del giansenismo in Francia

### La controversia sulla grazia
I dibattiti sul tema della grazia avevano attraversato per secoli la teologia cristiana, ed erano stati aperti soprattutto dalle riflessioni di Agostino d'Ippona.
Il lungo contrasto con i pelagiani, che esaltavano la libertà umana e le sue possibilità di salvezza, aveva portato Agostino a farsi "campione" dell'assoluta e libera grazia di Dio. Ciò, naturalmente, lo spinse a diminuire il valore del libero arbitrio dopo la cosiddetta caduta di Adamo, così da rendere l'essere umano, senza la grazia, incapace di alcun bene. Per Agostino, poi, la grazia divina è gratis data, cioè donata in modo assolutamente gratuito, quindi non prevedibile né tantomeno meritabile, a coloro che Dio, liberamente e segretamente, ha scelto e predestinato.
Agostino aveva goduto di un immenso credito nel Medioevo, e anche Tommaso d'Aquino, parlando della grazia, partì dall'autorità di Agostino, sforzandosi però di conciliare quella dottrina con la sua metafisica e soprattutto di salvare lo spazio della libertà umana.
Anche Martin Lutero e Giovanni Calvino si richiamavano, per quanto riguardava la giustificazione, ad Agostino, trovando consonante con la propria affermazione del sola fide et sola gratia la centralità della grazia nella teologia del convertito di Ippona. L'enorme accento posto sulla caduta dell'essere umano (soprattutto in Calvino, che nega completamente il libero arbitrio per effetto del peccato originale) tende evidentemente ad esaltare la grandezza dell'opera redentiva di Gesù Cristo, così come la rigida doppia predestinazione da parte di Dio tende ad eliminare ogni apporto umano alla libera volontà di Dio, cui l'uomo può solo aderire con l'abbandono di una fede totale.
Il Concilio di Trento si attenne alla teologia medievale, evitando di entrare in merito alla questione, e limitandosi a ribadire in maniera generica due punti fermi: la libertà di Dio (dichiarando la necessità della grazia divina) e - nello stesso tempo - la libertà dell'uomo (quindi l'esistenza e la realtà del libero arbitrio). La loro conciliazione spettava alle diverse scuole teologiche.
(Concilio di Trento, sessione VI, 13 gennaio 1547, Canoni sulla dottrina della giustificazione, DS 1554-1555)
A Lovanio, dopo il 1550, fu professore Michele Baio: specialista di patristica, Baio ambiva a trattare i problemi relativi alla grazia soltanto con il linguaggio dei Padri della Chiesa, senza ricorrere alla teologia scolastica. Ben presto lo si accusò di insegnare tesi molto vicine a quelle di Lutero e Calvino: di negare il carattere soprannaturale della condizione originale dell'uomo nel paradiso terrestre e perciò di dedurne la corruzione totale dell'uomo dopo il peccato originale e l'impossibilità di resistere alla grazia. Negando il libero arbitrio, Baio avrebbe perciò favorito il calvinismo. Le tesi di Baio furono condannate nel 1567 da papa Pio V e poi ancora da papa Gregorio XIII nel 1580.
Alla fine del Cinquecento scoppiò un'altra polemica tra Domenicani e Gesuiti a proposito del teologo gesuita Luis de Molina e di un suo testo del 1588, De concordia liberi arbitrii cum divinae gratiae donis. Molina proponeva la teoria della "grazia sufficiente" al posto della "grazia efficace": la grazia di Dio dà all'uomo tutto ciò che è necessario per compiere il bene, ma non può produrre effetto se non è accettata dal libero arbitrio. La posizione molinistica era rilevante anche nel contesto della pratica di proselitismo gesuita, tesa a incoraggiare l'ingresso del maggior numero di persone nel seno della Chiesa.
I Domenicani, che vedevano intaccata l'autorità di Tommaso d'Aquino, reagirono con violenza; ne nacque una pesante disputa, tra questi ultimi, che ponevano l'accento sulla grazia divina (ma si trovarono addirittura accusati di calvinismo), e i Gesuiti, che accentuavano il libero consenso dell'uomo (ma venivano accusati dai loro avversari di semipelagianesimo). La Santa Sede avocò a sé la questione: venne insediata la "Commissione de auxiliis" (1598-1607), ma sebbene la gran parte dei consultori fosse sulla linea di Agostino e Tommaso (o comunque fosse contraria al molinismo), per non contrastare i gesuiti si giunse a una soluzione compromissoria: venne proibito ai teologi di trattare la questione del rapporto tra grazia e libero arbitrio. La Compagnia di Gesù, in effetti, si era quasi universalmente compromessa nella difesa di Molina, e una condanna di Molina avrebbe rischiato di indebolire considerevolmente il prestigio dei Gesuiti, che rendevano alla Santa Sede - soprattutto in campo politico - immensi servizi.. Il decreto di proibizione, emesso da papa Paolo V nel 1607 e rinnovato nel 1625, era peraltro formulato in modo molto vago, senza sanzioni penali, tanto che cadde presto in oblio: di fatto, esso sarebbe stato tirato fuori dai Gesuiti soltanto in occasione della pubblicazione dell'Augustinus di Giansenio.
Prima fase (teologica)

1635 - Mars Gallicus

1638 - morte di Giansenio

1640 - pubblicazione dell'Augustinus

1642 - bolla In eminenti

1643 - Morte di Saint-Cyran; De la fréquent communion di Arnauld

1656 - bolla Ad sacram

1657 - Le provinciali di Pascal

1661 - imposizione del "Formulario" antigiansenista da parte di Luigi XIV

1665 - ribellione dei quattro vescovi

1669 - "pace clementina"
Seconda fase (politica)

1679 - ripresa delle ostilità da parte di Luigi XIV contro Port-Royal

1685 - inizio dell'amicizia tra Arnauld e Quesnel

1701 - "Caso di coscienza"

1703 - arresto di Quesnel

1709 - distruzione di Port-Royal

1713 - bolla Unigenitus

1717 - appello ad un concilio contro la Unigenitus

1730 - la Unigenitus legge dello Stato

1754 - morte dell'ultimo vescovo giansenista

### Contesto politico
Il giansenismo nacque in Francia al tempo della guerra dei trent'anni. In quel periodo la scena politica era dominata dal cardinal Armand-Jean du Plessis de Richelieu.
Al momento della sua ascesa politica (1624), Richelieu si era appoggiato al cosiddetto "partito devoto", che aveva grande fortuna presso la corte della reggente Maria de' Medici. Inizialmente Richelieu era stato appoggiato soprattutto dal cardinal Pierre de Bérulle, leader dei "devoti". In seguito, le posizioni di Richelieu e del "partito devoto" si divaricarono: per quest'ultimo, la politica doveva essere sempre e comunque subordinata alla religione; per Richelieu, al contrario, l'obiettivo più importante era il predominio europeo della monarchia francese. Nel 1626-1627, per esempio, nel regolare la questione della Valtellina con la Pace di Monzón, il partito devoto favoriva gli Spagnoli, mentre Richelieu era favorevole a un'alleanza con la Germania protestante pur di ridimensionare il potere - ormai notevole - della Spagna; da questo scontro derivò il declino e la disgrazia politica del de Bérulle, che sarebbe poi morto nel 1629.
Nel 1634, per motivi squisitamente politici, Richelieu fece dichiarare nullo il matrimonio di Gaston d'Orléans, fratello del re Luigi XIII, con Margherita di Lorena. Richelieu ottenne l'annullamento di quel matrimonio da parte del Parlamento francese e dell'Assemblea del clero francese: anche se la curia romana aveva evitato accuratamente di intromettersi, il partito devoto si era opposto con fermezza.
Proprio contro Richelieu, nel 1635 Giansenio scaglierà il suo Mars Gallicus, un pesante e violento pamphlet contro la politica del cardinale e la sua alleanza con i protestanti di Germania.

### La spiritualità cattolica nella Francia del XVII secolo; la proposta spirituale di Saint-Cyran (1581-1643)
La nascita del giansenismo si colloca nel contesto della Controriforma (la Francia aveva accolto i decreti tridentini soltanto nel 1615). Nella prima metà del XVII secolo si assiste in Francia e in Belgio
- ad uno sviluppo degli studi biblici, che porterà anche a nuove edizioni della Bibbia,
- alla pubblicazione di nuove edizioni dei Padri della Chiesa, ad opera dei Maurini e in particolare di Jean Mabillon,
- ad un riesame critico dell'agiografia, sotto la guida del gesuita Jean Bolland e dei suoi collaboratori,
- ad un globale rinnovamento degli ordini religiosi e alla nascita di nuove compagnie di preti secolari (come l'Oratorio del cardinal Pierre de Bérulle o la Congregazione della missione di san Vincent de Paul), caratterizzate dall'assenza di voti religiosi, dall'apostolato diretto e dalla dipendenza dai vescovi diocesani.

Pierre de Bérulle, pur essendo anche un uomo politico,
(Cognet, p. 21)

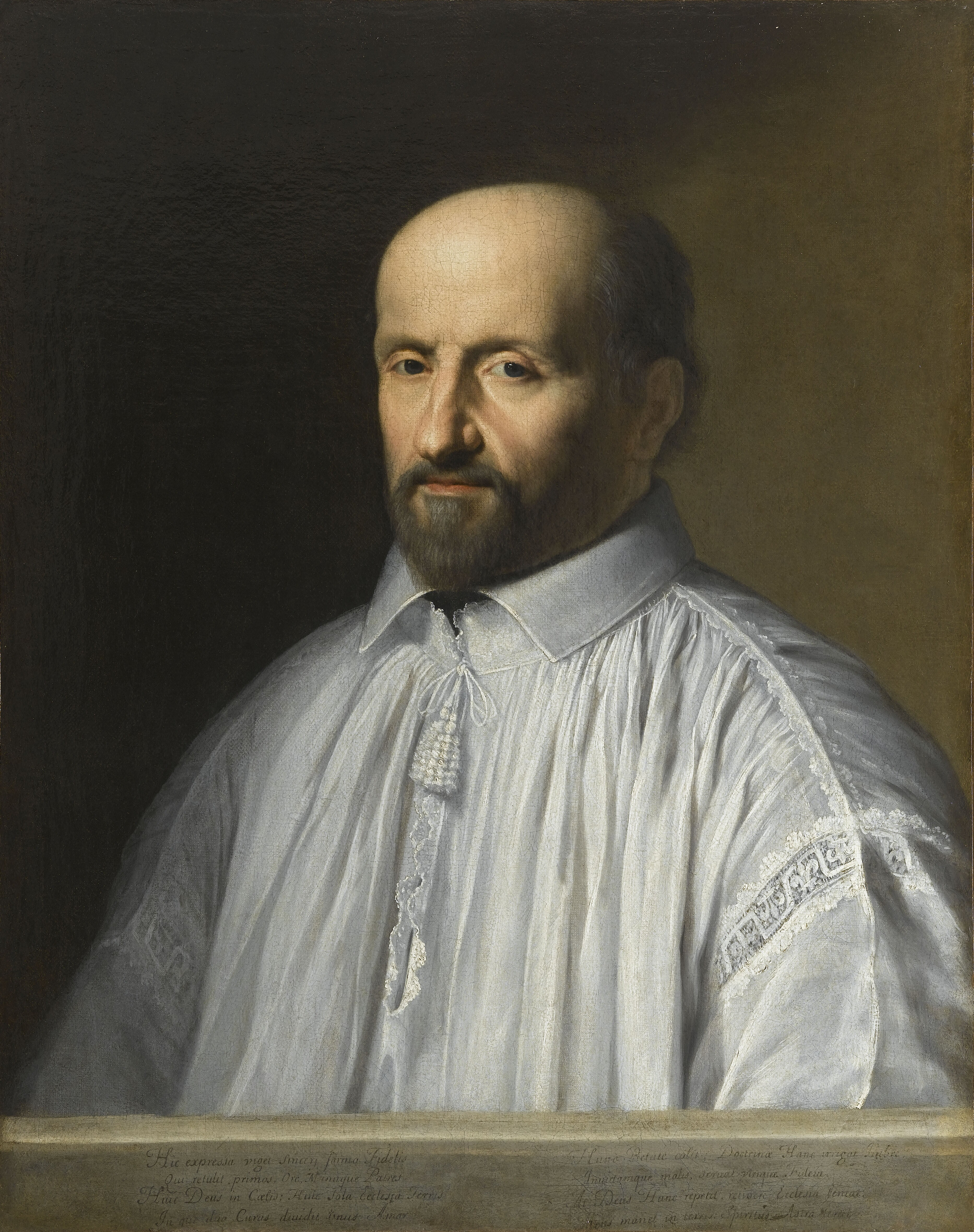
Jean-Ambroise Duvergier de Hauranne, abate di Saint-Cyran

Jean Duvergier de Hauranne, abbé de Saint-Cyran, era un amico di Giansenio, con il quale aveva studiato per cinque anni, dal 1611 al 1616. Convertitosi ad una vita presbiterale più autentica grazie all'incontro con de Bérulle nel 1618, alla morte di quest'ultimo divenne il punto di riferimento del "partito devoto". Dal punto di vista spirituale, Saint-Cyran
(Cognet, pp. 25-26)
Alla luce di questa prassi nella cura d'anime, sembra ormai certo che Saint-Cyran non debba essere indebitamente schiacciato sulla teologia giansenistica, ma vada piuttosto ricollocato nella grande corrente della riforma cattolica francese:
(Orcibal, p. 46)
Saint-Cyran entrò in un rapporto di profonda amicizia con la famiglia Arnauld: madre Angélique Arnauld, riformatrice dell'abbazia cistercense di Port-Royal, si sottopose alla direzione spirituale di Saint-Cyran, con il quale sperimentò questa tecnica del "rinnovamento".
Port-Royal divenne presto un punto di attrazione anche per il mondo politico (risale al 1635, per esempio, la conversione di Antoine Le Maistre, nipote di madre Angélique, giovane e brillante avvocato). Molti convertiti del "bel mondo" si ritiravano a Port-Royal senza diventare né preti né religiosi (i "solitari di Port-Royal"), e Saint-Cyran venne accusato di sottrarre forze preziose alla vita pubblica. Il clima peggiorò ulteriormente quando Giansenio, notoriamente amico di Saint-Cyran, pubblicò il Mars Gallicus e attaccò violentemente Richelieu.
Nel 1638 Saint-Cyran venne arrestato con un pretesto e internato nel castello di Vincennes. La prima intenzione di Richelieu era quella di intentargli un processo per eresia. Le sue carte vennero esaminate, i suoi discepoli e le persone che lo avevano frequentato furono minuziosamente interrogate, ma questa inchiesta non portò nulla di utilizzabile. Saint-Cyran venne allora messo sotto processo canonico per una questione teologica: la sua posizione a sostegno della necessità della contrizione per la salvezza del credente (Richelieu sosteneva invece la sufficienza dell'attrizione). Sottoposto ad un interminabile processo, Saint-Cyran passò in reclusione quasi tutto il resto della sua vita: sopravvisse a Richelieu, dopo la morte del quale (nel 1642) tornò in libertà per qualche mese, prima di morire anche lui.

### Giansenio (1585-1638)

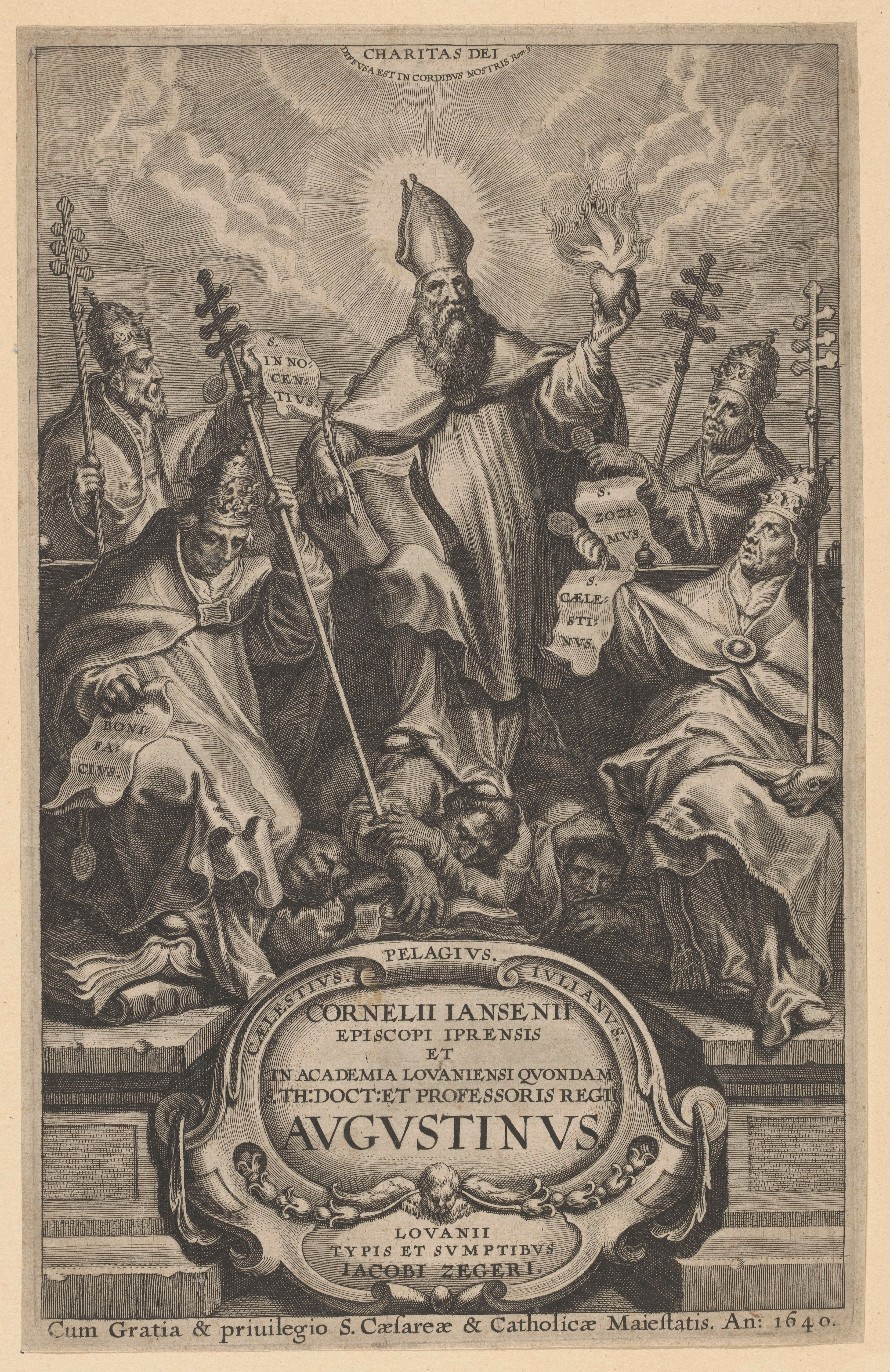
Frontespizio dell'Augustinus, edizione del 1640

Nella discussione teologica sui rapporti tra libertà dell'uomo e grazia divina, intervenne anche il professore di Sacra Scrittura dell'università di Lovanio, il fiammingo Cornelis Jansen.
Dopo aver compiuto gli studi teologici all'università di Lovanio, Giansenio aveva proseguito la sua carriera universitaria arrivando appunto ad ottenere, nel 1630, la cattedra di Sacra Scrittura.
Già dal 1621 Giansenio aveva cominciato a leggere in modo sistematico tutte le opere di Agostino d'Ippona, maturando il progetto di un'opera sulla sua teoria della grazia. Era nato così l'Augustinus, iniziato di fatto nel 1627 e concluso nel 1638, appena prima che Giansenio morisse di peste.
(Cognet, p. 31)
L'Augustinus venne effettivamente pubblicato due anni dopo, nel 1640.
Si tratta di un'opera enorme (più di 1300 pagine in folio, su due colonne), in tre volumi:
1. nel primo, Giansenio riassume le posizioni dei pelagiani e dei semipelagiani;
2. nel secondo, Giansenio affronta prima di tutto (Liber proëmialis) il rapporto tra filosofia e teologia, opponendosi ai metodi razionalisti della teologia scolastica e rivendicando l'autorità di Agostino sui problemi relativi alla grazia; Giansenio riflette poi sullo stato della natura decaduta dell'uomo: dopo il peccato originale l'essere umano è stato corrotto intimamente, e non gli è rimasta altra libertà che per il male; per Giansenio, d'altronde, uno stato di "natura pura" non esiste, perché fin dalla creazione l'essere umano era stato elevato a una vocazione soprannaturale, perduta la quale ormai non può fare altro che peccare;
3. nel terzo, Giansenio espone la sua concezione della grazia di Gesù Cristo redentore, l'unica che può guarire la natura decaduta: la grazia è assolutamente necessaria e raggiunge infallibilmente il proprio effetto, ed è gratis data, cioè concessa da Dio in virtù di una sua decisione del tutto libera; se Dio dona la sua grazia, il suo amore trionfa, mentre senza la grazia l'uomo decaduto obbedisce solo all'amore per sé stesso.

Per Giansenio, l'ipotesi teologica della "grazia necessaria gratis data" non comporta, però, un annullamento della libertà dell'essere umano. Dal punto di vista di Giansenio, infatti, la libertà non suppone assenza di necessità, ma soltanto assenza di costrizione: per meritare o non meritare non è necessario cioè essere liberi da necessità (cioè da una determinazione intrinseca), ma soltanto liberi da costrizione. L'effetto della grazia non dipende dunque dal libero arbitrio, ed ogni grazia ottiene necessariamente il suo effetto.
Dal momento che nessuno poteva mettere in dubbio l'autorità decisiva di sant'Agostino, l'opera si presentava come un capolavoro incomparabile, capace di risolvere definitivamente la questione del rapporto tra grazia e libertà umana, che da così lungo tempo aveva tenuto i teologi in sospeso. Frutto di più di vent'anni di studio delle fonti, seguiva un metodo che sembrava irrefutabile. Nel dibattito teologico, l'autore teneva una certa imparzialità, non apprezzando né i metodi né le conclusioni delle due scuole in opposizione: rigettandole entrambe, sembrava formulare la vera intenzione di Agostino, e di conseguenza della Chiesa stessa.

### Il primo intervento della Santa Sede: la bollaIn eminenti
La pubblicazione dell'Augustinus suscitò una ridda di reazioni, soprattutto per opera dei Gesuiti, che già avevano cercato di impedire la pubblicazione del libro. Essi, infatti, avevano elaborato una concezione della grazia divina antitetica alle conclusioni cui sembrava giungere Giansenio, e si erano impegnati in una difesa ad oltranza di colui che era stato il loro principale teologo su tale argomento, Luis de Molina.
Tra l'internunzio Georgius Pauli-Stravius e il cardinal Francesco Barberini a Roma si escogitò di tirare in ballo il decreto (ormai dimenticato) del 1607-1625, che imponeva ai teologi il silenzio sul tema dei rapporti tra grazia divina e libertà umana. La tattica, tuttavia, non ebbe l'effetto di bloccare la pubblicazione e la distribuzione del libro di Giansenio, perché gli editori professarono la propria ignoranza invincibile (il decreto del 1625 non era stato diffuso nella cristianità, ma esposto soltanto a Roma) e rivendicarono che - in caso di sequestro del materiale - il loro danno economico sarebbe stato sproporzionato, a fronte degli ingenti capitali già impiegati per la pubblicazione.
(Ceyssens 1957, p. XXIX)

I Gesuiti decisero di preparare delle liste di proposizioni tratte dal libro di Giansenio, che poi fecero sottoscrivere ad anglicani e calvinisti, per usarle poi contro Giansenio. Si organizzò così una vera e propria "rete" antigiansenistica:
(Ceyssens 1974, p. 14)
Iniziò quindi un "assedio" a Roma: diversi corrispondenti belgi si rivolsero ai loro riferimenti romani, sviluppando a turno alcuni temi scelti e concordati, con il fine della condanna dottrinale dell'Augustinus.
In Francia alcuni dottori della Sorbona si schierarono a favore delle tesi espresse nell'opera di Giansenio; allo stesso modo, l'Augustinus beneficiò delle approvazioni di molti Oratoriani, Domenicani e altri religiosi. Di contro, l'ostilità di Richelieu all'Augustinus era scontata: egli non aveva perdonato a Giansenio il suo Mars Gallicus, e oltretutto nutriva una simpatia personale per il molinismo.
La Santa Sede nel tentativo di impedire che la disputa si aggravasse, intervenne direttamente tramite il nunzio a Colonia, Fabio Chigi. Urbano VIII incaricò il Sant'Uffizio di preparare un altro decreto per condannare tutte le opere pubblicate nella disputa sul tema della grazia, in quanto violavano il decreto di papa Paolo V del 1607.
Nel 1641 un decreto della Congregazione dell'Indice dei libri proibiti, che condannava l'opera di Giansenio, ma imponeva anche il silenzio ai Gesuiti, fu inviato al nunzio Chigi, che lo fece affiggere nei luoghi pubblici. Gli amici di Giansenio a Lovanio tardarono a sottomettersi.
Inoltre, venne sottoposto a esame l'Augustinus, ma la mole del libro non permetteva un esame rapido. Solo il 13 giugno 1643 la bolla In eminenti venne spedita a Chigi e agli altri nunzi: in essa veniva condannato l'Augustinus in quanto conteneva proposizioni già condannate in precedenti documenti di Pio V e Gregorio XIII.
A causa delle diverse resistenze che suscitò, solo alla fine del 1651 la bolla era stata pubblicata in tutte le diocesi e i volumi dell'Augustinus erano ormai tutti ritirati dalla vendita. La questione sembrava chiusa; in realtà la lotta era appena iniziata, anche se già si profilava la costante: il giansenismo fu sempre un movimento di sconfitti.

### L'assenso di Saint-Cyran all'Augustinus
La polemica si inasprì in Francia quando si seppe che Jean Duvergier de Hauranne, abate commendatario di Saint-Cyran, rinchiuso in prigione con l'accusa di eresia, proprio in prigione aveva letto l'Augustinus di Giansenio. Alla morte del suo persecutore, il cardinal Richelieu, Saint-Cyran poté uscire di prigione, e confermò di avere riconosciuto nell'opera di Giansenio l'autentica dottrina di Agostino d'Ippona. Saint-Cyran godette ben poco di quella libertà, perché morì anch'egli, nell'ottobre 1643; le sue idee e la sua influenza, tuttavia, trovarono dei validi continuatori in Antoine e Angélique Arnauld.

### Antoine Arnauld (1612-1694)

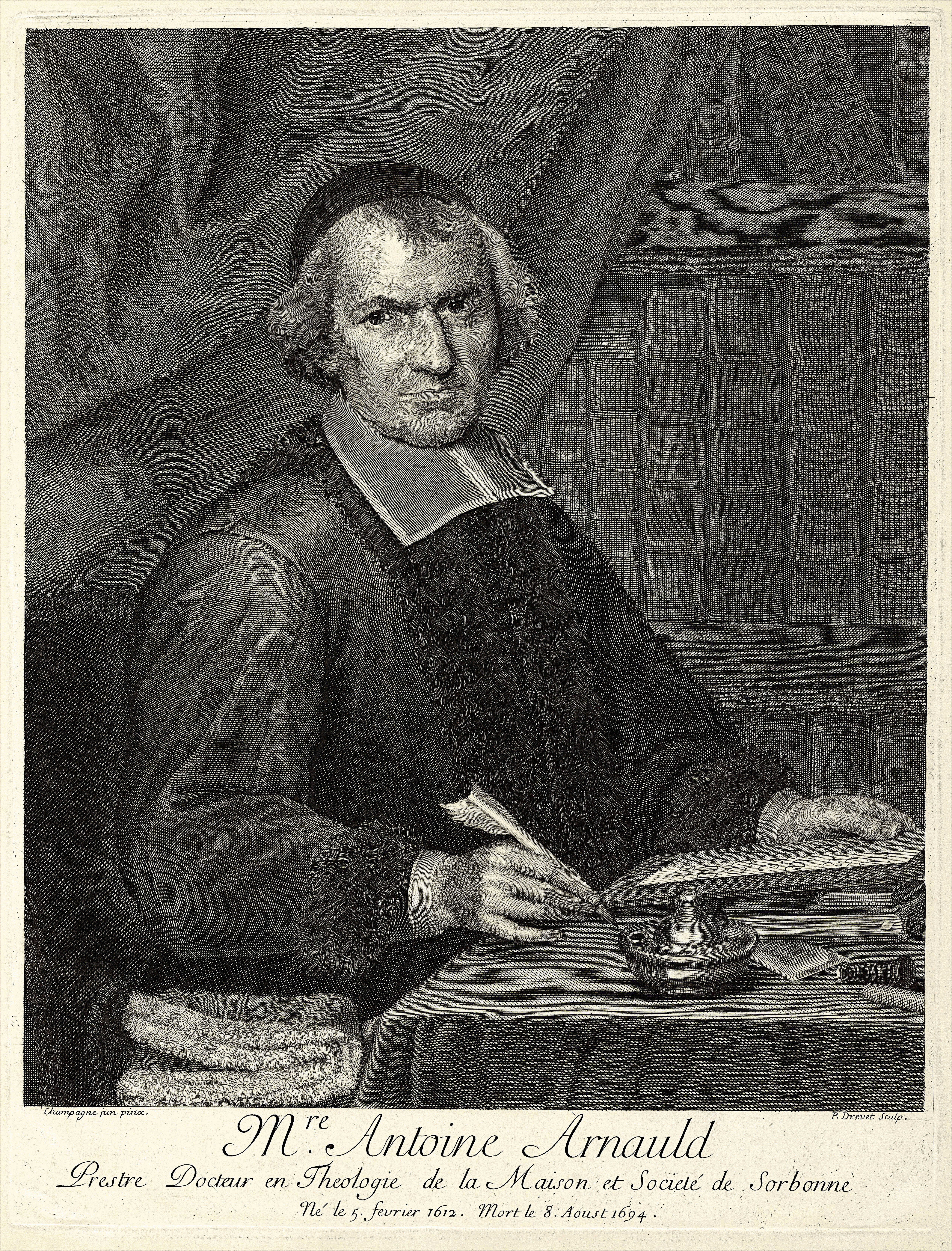
Antoine Arnauld

Nel 1643, dunque, morirono sia Richelieu, sia Saint-Cyran. Il ruolo di Richelieu sarebbe stato presto assunto dal cardinal Mazzarino, mentre l'eredità di Saint-Cyran venne raccolta da Antoine Arnauld, fratello minore di madre Angélique, e discepolo e amico dello stesso Saint-Cyran.
Figlio di Antoine (il Vecchio), Arnauld aveva studiato diritto e teologia. Ordinato prete e scelto come confessore del monastero di Port Royal (dove era abbadessa la sorella, Angélique), fu il più grande continuatore della prassi di riforma spirituale di Saint-Cyran e il propugnatore delle idee teologiche di Giansenio. Tra le sue molte opere, bisogna segnalare, infatti, un'Apologie pour Saint-Cyran (ancora del 1639) e un'Apologie pour Jansénius (del 1643, quando ormai il gruppo giansenista, che aveva trovato in Arnauld il proprio punto di riferimento, cercava di opporsi all'applicazione della bolla In eminenti).
L'opera di Arnauld che suscitò più scalpore, tuttavia, fu De la fréquente communion (sempre del 1643). In essa affrontava il tema della partecipazione all'eucaristia:
1. le condizioni richieste per ricevere la comunione,
2. il rinvio della comunione anche dopo aver ricevuto l'assoluzione, quando si sia commesso un peccato mortale,
3. il rinvio o la rarefazione della comunione anche come pratica per avere più fervore in caso di tiepidezza spirituale.

Arnauld affermava un principio che ebbe larga diffusione fino all'Ottocento: la comunione è un sacramento al quale sono invitati i santi, non un rimedio che non smuove i tiepidi dalla loro rilassatezza spirituale; per Arnauld, l'eccessiva frequenza alla comunione era causa di gravi danni spirituali, di cui i Gesuiti - con la loro pastorale lassista - erano responsabili.
La pubblicazione del libro fu un successo, ma sollevò una tempesta di reazioni. Il volume fu portato a Roma, ma inizialmente non ottenne nessuna condanna.

### Il secondo intervento della Santa Sede: la bollaCum occasionee la sua ricezione in Francia
In Francia, negli anni quaranta del XVII secolo, infuriava la polemica intorno all'Augustinus di Giansenio e ai trattati di Arnauld, con diverse pubblicazioni. Il cardinal Mazzarino, ormai dominatore della scena politica, si orientò in senso antigiansenista. Nel 1649 il syndic della facoltà di Teologia della Sorbona propose di far esaminare alla Facoltà alcune proposizioni o articoli che diceva di aver trovato esposti in alcune tesi di baccellierato causavano i maggiori disordini e precisamente:
1. alcuni comandamenti di Dio sono impossibili anche agli uomini giusti che vogliono e si sforzano di eseguirli secondo le proprie capacità, qualora ad essi manchi la grazia che renda loro possibile l'osservarli;
2. nello stato di natura decaduta, non si resiste mai alla grazia interiore che viene da Dio;
3. per meritare nello stato di natura decaduta non è necessario che ci sia nell'uomo una libertà che sia esente da necessità; è abbastanza che ci sia una libertà esente da costrizione;
4. è eretica, perché semipelagiana, l'affermazione dell'esistenza di una grazia sufficiente tale che la volontà dell'uomo possa o resistervi o obbedirvi;
5. è semipelagiano affermare che Cristo è morto per tutti gli uomini, senza eccettuarne neppure uno;
6. le azioni degli infedeli sono tutte quante peccati;
7. il sentimento della Chiesa in passato è stato che la penitenza sacramentale segreta non fosse sufficiente per i peccati nascosti.

Durante l'assemblea del clero francese del 1650, quasi ottanta vescovi sottoscrissero una lettera che chiedeva l'intervento del papa sulle proposizioni della Sorbona. Innocenzo X preparò così una speciale commissione per studiare le proposizioni. Il lavoro durò due anni: il 9 giugno 1653 era pronta la bolla Cum occasione, nella quale le prime cinque proposizioni erano condannate, le prime quattro come eretiche e la quinta come "falsa in senso eretico". La bolla, pur senza dirlo, affermava implicitamente che le proposizioni si trovavano nell'Augustinus; in realtà, però, soltanto la prima proposizione si trova integralmente e negli stessi termini nell'opera di Giansenio.
I Gesuiti, in particolare il padre François Annat (confessore di Luigi XIV), cercarono di trarre il massimo dalla vittoria conseguita con la Cum occasione: Annat, in un trattato, sostenne che le cinque proposizioni condannate erano contenute testualmente nell'Augustinus. Arnauld rispose prontamente:
- solo la prima delle cinque proposizioni era riportata quasi testualmente dall'opera di Giansenio, ma lì si trovava in un contesto che la rendeva ortodossa;
- le altre quattro erano delle sintesi generiche del pensiero di Giansenio (anzi, Arnauld trasse dall'Augustinus altre cinque proposizioni nettamente contrarie alle tesi condannate);
- quindi il papa aveva condannato giustamente le cinque proposizioni, perché in sé erano eretiche ("di diritto"), ma esse non erano contenute "di fatto" nell'opera di Giansenio, oppure non lo erano in senso eretico.

Arnauld introduceva così la famosa distinzione tra la quaestio juris ('questione di diritto') e la quaestio facti ('questione di fatto'): un conto era dire che le cinque proposizioni fossero eretiche, e un conto era affermare che tale eresia si trovasse nell'Augustinus. In altri termini, la Chiesa può condannare infallibilmente soltanto delle dottrine in astratto, ma non può pretendere di interpretare la dottrina concreta di un individuo. Di fronte alla condanna di dottrine astratte, il fedele deve accettare la decisione della Chiesa, ma nel caso della condanna di un singolo individuo, il fedele è tenuto soltanto a mantenere un rispettoso silenzio (ossia, a non insegnare pubblicamente quelle dottrine).
Sul piano delle idee il dibattito teologico stava cominciando ad arenarsi e a segnare il passo. Anche i numerosi libelli antigiansenisti del momento si portavano soprattutto sul piano politico, e accusavano i giansenisti di complotto contro il re di Francia: la tattica consisteva nell'eccitare Mazzarino e la corte contro i giansenisti.
La controversia sembrava non avere termine. Lo stesso Luigi XIV intervenne per far pubblicare la bolla pontificia in tutto il suo regno; la dura opposizione dei giansenisti, tuttavia, obbligò il re ad indire un'assemblea di vescovi a Parigi, la quale giunse alla conclusione che la Cum occasione aveva condannato le cinque proposizioni ritenendole di Giansenio e nel senso di Giansenio. Una lettera in questo senso fu scritta al papa e una circolare fu indirizzata ai vescovi del regno. Innocenzo X confermò con un breve apostolico le decisioni del clero francese. La bolla Cum occasione e il breve papale furono inviati a tutti i vescovi francesi perché li sottoscrivessero e li mettessero in esecuzione.
Intanto alcuni polemisti colsero l'occasione della bolla per pubblicare diversi libri e pamphlet, spesso di tono ingiurioso contro i giansenisti. Nella disputa si sentì in dovere di intervenire anche il filosofo Blaise Pascal, la cui sorella era monaca a Port Royal.

### Pascal (1623-1662)
Blaise Pascal, uomo di scienza, si era convertito a una pratica più autentica del cattolicesimo e si era avvicinato all'ambiente di Port-Royal (dove era monaca sua sorella Jacqueline), pur senza diventare uno dei "solitari".
Su invito di Arnauld, Pascal scrisse Le provinciali; si tratta di diciotto lettere anonime, scritte tra grandi difficoltà e peripezie, su materiale fornitogli da Arnauld e Pierre Nicole (teologo di Port-Royal), tra il 23 gennaio 1656 e il 24 marzo 1657. Pascal immagina di scrivere da Parigi ad un amico che abita in provincia, per tenerlo al corrente delle discussioni in corso alla Sorbona:
- I-V: il processo di censura contro Arnauld alla Sorbona;
- VI-X: passaggio al contrattacco e discredito dei Gesuiti nel campo della morale;
- XI-XVI: confutazione dei Gesuiti (che nel frattempo hanno iniziato la pubblicazione delle loro risposte alle accuse dell'autore);
- XVII-XVIII: difesa positiva dell'ortodossia di Giansenio e della correttezza della distinzione tra "questione di diritto" e "questione di fatto".

Le provinciali sono note soprattutto per l'impressionante denuncia della morale lassista dominante in quel periodo. Non si trattava di esagerazioni: la documentazione di Pascal era precisa, e circa due terzi delle affermazioni che egli denuncia sarebbero state più tardi condannate da Alessandro VII e da Innocenzo XI.
Anche per il loro indubitabile valore letterario, Le provinciali conobbero un grande successo di pubblico:
(Cognet, pp. 69-70)
L'effetto, ai fini della lotta giansenista, fu quello di irritare ancora di più gli avversari, e soprattutto Mazzarino, il quale nel 1656 sarebbe riuscito ad ottenere da Roma una nuova bolla, Ad sacram, in cui le cinque proposizioni erano condannate come appartenenti di fatto a Giansenio. Un'altra sconfitta per i giansenisti.

### I "Formulari" e l'Ad sacram
Nel 1655 si era riunita la sessione ordinaria dell'assemblea del clero francese, che aveva ritenuto necessario prendere conoscenza della questione dell'Augustinus. Dopo vivaci discussioni, l'assemblea aveva votato una risoluzione nella quale riconosceva che nelle cinque proposizioni era enunciata la dottrina di Giansenio, contenuta nel suo libro, e non la dottrina di sant'Agostino. Si scrisse al papa e a tutti i prelati del regno per far eseguire le decisioni di condanna; la lettera scritta ai prelati era accompagnata da un formulario che doveva essere sottoscritto, un formulario di sottomissione alla bolla e al breve papale, e di condanna personale delle proposizioni di Giansenio.
Papa Alessandro VII decise di pubblicare a sua volta la costituzione apostolica Ad sacram Petri sedem (ottobre 1656), per confermare la presenza delle cinque proposizioni nell'Augustinus. Il documento pontificio fu approvato dall'assemblea del clero francese e venne accompagnato da un altro formulario di sottomissione.
Papa, re e vescovi sembravano dunque uniti contro il giansenismo; i teologi, tuttavia, continuavano nella loro lotta. Ad ogni modo, la pubblicazione dell'Ad sacram fu seguita da un periodo di relativa tregua.

### La "pace clementina"
Nel 1661, alla morte di Giulio Mazzarino, Luigi XIV prese personalmente la direzione del governo.
(Cognet, pp. 76.48)
Luigi XIV impose la sottoscrizione del "formulario" antigiansenista a tutti i vescovi, le scuole e i religiosi. Antoine Arnauld accettò di firmare, accettando la condanna delle cinque proposizioni ("di diritto"), ma ribadendo che esse non si trovavano nell'Augustinus ("di fatto").
Non tutti, però, furono d'accordo nel firmare il formulario imposto. Il dramma fu particolarmente acuto a Port-Royal, dove le monache, impossibilitate a fuggire dalla clausura, senza conoscenze teologiche sufficienti a reggere il dibattito, legate comunque a Giansenio per il tramite della venerata memoria di Saint-Cyran, continuarono a rifiutarsi di firmare.
Fra le monache, si ricorda in particolare Jacqueline Pascal, sorella di Blaise Pascal, che scrisse ad Antoine Arnauld una lettera  in cui si trova la famosa frase: «Puisque les évêques ont des courages de filles, les filles doivent avoir des courages d’évêques» («Poiché i vescovi  hanno un coraggio da ragazza, le ragazze devono avere un coraggio da vescovo»)
Il nuovo arcivescovo di Parigi, Hardouin de Péréfixe de Beaumont (già precettore di Luigi XIV), dimostrando notevole superficialità in campo teologico, escogitò un'artificiosa soluzione, chiedendo di firmare i formulari con un assenso di "fede divina" per la questione di diritto e un assenso di "fede umana" per la questione di fatto. Pesantemente satireggiato per questa trovata, Péréfixe reagì in modo violento: fece deportare da Port-Royal dodici religiose non firmatarie e fece imprigionare in loco le altre, affidando il monastero a sei visitandine e a ufficiali del re.
Anche quattro vescovi francesi si rifiutarono di sottoscrivere il formulario che proveniva da Parigi e prepararono dei formulari per le loro diocesi, nei quali prevedevano la distinzione tra "diritto" e "fatto". In particolare, il vescovo di Alet, Nicolas Pavillon (sostenitore del gallicanesimo) rimproverò al re di lasciarsi ingannare combattendo un'eresia immaginaria. Da Parigi si chiese la deposizione dei quattro vescovi da parte di Roma, ma la Santa Sede evitò di farlo, per non urtare la sensibilità gallicana.
Il punto debole della tattica di Luigi XIV era il fatto di richiedere la sottoscrizione di un formulario proveniente dall'assemblea del clero, che perciò non aveva quella forza vincolante necessaria; si chiese perciò l'intervento del papa, con un suo formulario che sarebbe stato certamente più vincolante. Papa Alessandro VII redasse allora la bolla Regiminis apostolicis (febbraio 1665), con un formulario identico nel senso a quello dell'assemblea, ma più breve. Nuove opposizioni francesi obbligarono il papa a convocare una nuova commissione di studio; questa volta ben diciannove vescovi francesi si dichiararono contrari a un nuovo intervento diretto del papa.
Il nuovo papa, Clemente IX, si mostrò più moderato nel voler la sottomissione dei vescovi ribelli: era disposto ad accontentarsi della sottoscrizione dei formulari, senza restrizioni o interpretazioni. Alla fine i vescovi ribelli e lo stesso Antoine Arnauld firmarono e sottoscrissero il formulario e la bolla di Alessandro VII, in cui il papa consentiva tacitamente che le firme venissero fatte con la riserva della distinzione tra questione di diritto e questione di fatto.
Clemente IX accettò con sollievo la sottoscrizione del formulario. Luigi XIV proibì le pubblicazioni sulle questioni controverse e l'uso dei termini "giansenisti" ed "eretici". Rimaneva però un pesante dubbio sulla sincerità delle sottoscrizioni. Nel febbraio 1669 anche le ultime religiose di Port-Royal firmarono. Finalmente, dopo decenni di controversie , si arrivò a una pace, la cosiddetta "pace clementina", sebbene le divergenze perdurassero e Roma fosse ancora diffidente.
La "pace clementina" segnò, nella storia del giansenismo, un tornante decisivo, non solamente perché essa impose il silenzio alle controversie per circa trentacinque anni, fino all'aurora del XVIII secolo, ma soprattutto perché con essa si chiudeva il periodo del giansenismo propriamente religioso. Infatti, questo lungo movimento di idee trovava qui una soluzione provvisoria e puramente politica, che sul piano intellettuale non risolveva niente. Insomma, non era che una tregua artificiale, imposta in ultima analisi dall'autorità regale e mantenuta da essa: dal momento in cui questa autorità si sarebbe indebolita, la lotta sarebbe ricominciata, ma sul terreno principalmente politico: il conflitto assunse infatti tutto un altro aspetto, e il "secondo Giansenismo" fu politico, gallicano e parlamentare. Esso avrebbe finito per costituire un vero e proprio partito, che a poco a poco si levava contro l'assolutismo monarchico, e che ormai non aveva più granché da vedere con Giansenio.
Nel 1679, alla morte della duchessa di Longueville, protettrice di Port-Royal a corte, Luigi XIV si accanì nuovamente contro il monastero cistercense: espulse da Port-Royal le collegiali e le novizie e impedì di accettarne di nuove, condannando così il monastero all'estinzione. Dopo dieci anni, la fragile "pace clementina" era già finita.

### Pasquier Quesnel (1634-1719)
Nel 1685 l'erudito oratoriano Pasquier Quesnel a Bruxelles aveva conosciuto Antoine Arnauld, che si era rifugiato nella città belga, e ne era diventato fedele compagno.
Quesnel scrisse un trattato, Tradition de l'église romaine sur la prédestination des saints et sur la grâce efficace (1687-1690). In realtà Quesnel non era strettamente giansenista, perché cercava piuttosto di conciliare Agostino d'Ippona con Tommaso d'Aquino e, comunque, non aveva grande stima per Giansenio. È un fatto curioso, perché i pochi teologi che in epoca successiva avrebbero continuato ad occuparsi di questi problemi videro nelle idee di Quesnel la quintessenza della posizione giansenista. Più che giansenista, Quesnel era un gallicano, seguace delle idee di Edmond Richer, e soprattutto era un uomo politico.
Nel 1692 Quesnel pubblicò il Nouveau Testament en français avec des réflexions morales sur chaque verset (1692), che riscosse grande successo e fu approvato anche dall'arcivescovo di Parigi Louis-Antoine de Noailles.
Nel 1704 intervenne nella questione anche Fénelon, autorevole arcivescovo antigiansenista, molto legato ai Gesuiti. Fénelon portò il confronto su un piano apertamente ecclesiologico: egli affermò che la Chiesa aveva tutto il diritto di pronunciarsi sull'ortodossia oggettiva di un'opera come l'Augustinus, senza tenere conto delle intenzioni dell'autore; per giustificare questo suo punto di vista e dare un fondamento alla sua dottrina, Fénelon affermava fortemente l'infallibilità della Chiesa anche su fatti dogmatici non rivelati. Approfittando delle sue eccellenti relazioni con il nuovo papa Clemente XI, Fénelon avrebbe voluto far definire questo punto dalla Santa Sede, ma anche a Roma numerosi teologi e cardinali si mostrarono nettamente contrari.
Anche per impulso di Fénelon, con il breve apostolico Universi dominici gregis (luglio 1708) papa Clemente XI condannò il libro come rinnovatore della dottrina giansenistica, vietandone la stampa. In Francia, tuttavia, il breve non ebbe nessun effetto (sia il papa sia Luigi XIV erano impegnati nella guerra di successione spagnola), tanto che nel 1710 uscì una seconda edizione delle Réflexions morales. Lo stesso episcopato francese era diviso, e Quesnel poteva godere dell'appoggio dell'arcivescovo stesso di Parigi, Noailles.

### La polemica sulCaso di coscienza
All'inizio del Settecento la controversia teologica sul giansenismo si era riaccesa anche attorno all'opuscolo anonimo Un caso di coscienza, che sollevava il problema della liceità del "silenzio ossequioso": si poteva dare l'assoluzione sacramentale ad un ecclesiastico che accettava solo esternamente l'interpretazione che la Chiesa cattolico-romana dava delle proposizioni "tratte" dall'Augustinus di Giansenio, ma in coscienza non poteva andare - appunto - oltre il "silenzio ossequioso" di fronte all'effettiva condanna del giansenismo?
Un parroco sottopose l'opuscolo alla Sorbona, che inizialmente rispose affermativamente al quesito contenuto. Dopo che esso venne però esaminato dal Sant'Uffizio, con il breve apostolico Cum nuper (del febbraio 1703) papa Clemente XI lo condannò, vietandone la lettura e la stampa. La polemica gallicana costrinse il re Luigi XIV a chiedere al papa di emanare una nuova bolla di condanna del giansenismo: il 16 luglio 1705 Clemente XI emanò la Vineam Domini, che respingeva la teoria del "silenzio ossequioso", considerata un cavillo formalista, e rivendicava alla Chiesa cattolico-romana il diritto di condannare le dottrine eretiche e anche gli uomini concrete che le difendevano.
In Francia la resistenza ai nuovi interventi papali fu viva, soprattutto a Port-Royal, che fu dapprima colpito da interdetto, poi definitivamente chiuso, occupato militarmente, e raso al suolo nel 1709.

### La bollaUnigenitus(1713) e la repressione finale del giansenismo
Nel novembre del 1711 il re Luigi XIV, bisognoso di unità politica nel regno di Francia, sollecitò dal papa una nuova bolla (rispettosa però delle libertà gallicane), che egli stesso si impegnava a far pubblicare. L'8 settembre 1713 uscì la bolla Unigenitus Dei Filius, che condannava 101 proposizioni estratte dalle Réflexions di Quesnel. La scelta e il raggruppamento di queste proposizioni tendevano visibilmente a farne una sorta di summa di tutto quello che si considerava come dottrina giansenista, anche se alcune proposizioni condannate manifestavano piuttosto il gallicanesimo di Quesnel [...] e molte erano formule correntemente ammesse tra gli agostinisti, anche non giansenisti.
In Francia, tuttavia, le cose non andarono come il re desiderava. L'episcopato rimase diviso; l'arcivescovo Noailles e altri quarantotto prelati si rifiutarono di accettare semplicemente e immediatamente la bolla di Clemente XI, e nemmeno accettarono di partecipare a un sinodo nazionale per confermarla.
La bolla era stata previamente concordata tra la Curia romana e la corte francese, ed era chiaro che faceva comodo al re assolutista, desideroso di una maggiore compattezza dello Stato. Per reazione, l'opposizione anche (o soprattutto) politica alla monarchia si concentrò sul rifiuto della bolla papale.
(Cognet, p. 102)

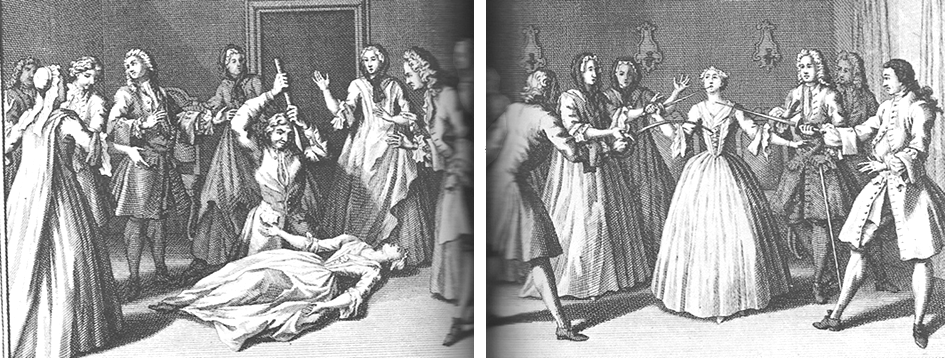
Incisione con alcune sedute di secours in gruppi tardo-giansenisti

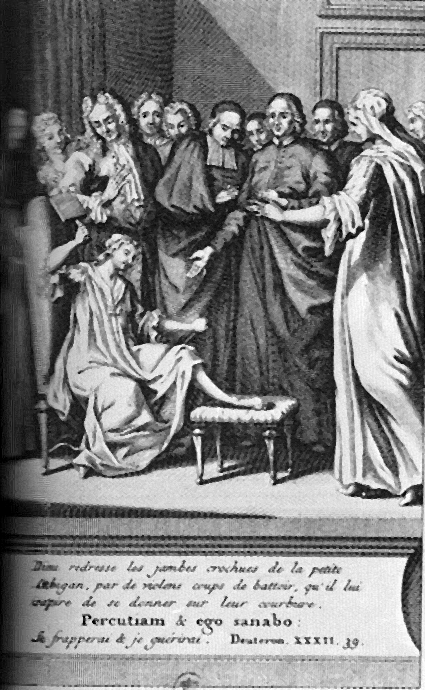
Altra scena di secours

L'opposizione, questa volta, si attestò sulla linea di principio: la bolla Unigenitus era erronea, e non in una questione "di fatto" (dal momento che condannava delle frasi che certamente erano quelle di Quesnel), ma in una questione "di diritto", perché incriminava delle formule che erano quelle della pura tradizione agostinista.
L'opposizione, anche in conseguenza delle precedenti prese di posizione di Fénelon e sulla scorta di Quesnel, assunse una chiara coloritura richerista, pretendendo che non solo i vescovi, ma anche i preti e il popolo potessero giudicare una posizione dottrinale del papa.
Nel frattempo morì Luigi XIV e il debole periodo di reggenza che ne seguì fu tutto a vantaggio degli oppositori. Nel 1717 quattro vescovi, tra i quali Noailles, deposero alla Sorbona un atto notarile nel quale si appellavano, contro la bolla Unigenitus, ad un concilio generale. Le adesioni all'appello si moltiplicarono, fino a raggiungere circa 3.000 membri del clero (su un totale di 100.000).
Ormai la Francia era divisa in due: gli appellanti e coloro che avevano accettato la bolla Unigenitus. La confusione era giunta al parossismo.
Davanti alla possibilità di uno scisma, nel 1718 Clemente XI, con la bolla Pastoralis officii, scomunicava tutti gli appellanti e confermò tutti i documenti già promulgati contro il giansenismo, ma la scomunica non fu accettata dal parlamento francese. Con la morte di Quesnel nel 1719 e di Noailles nel 1729, il giansenismo francese perse definitivamente vigore. La fine del giansenismo avvenne dunque per via politica, con la repressione violenta dell'opposizione alla Unigenitus da parte della monarchia:
- nel 1723 il reggente Filippo II di Borbone-Orléans inflisse la prigione e l'esilio ai recalcitranti,
- nel 1730 il nuovo arcivescovo di Parigi Vintimille fece riconoscere la Unigenitus come legge dello Stato, facendo escludere dai concorsi ai benefici ecclesiastici i ribelli: a questo punto il giansenismo era messo ai margini della Chiesa e della società francese,
- nel 1754 Luigi XV impose il silenzio definitivo ai due partiti (lex de silentio).

Così, a poco a poco, si spegneva il giansenismo francese: di anno in anno il partito giansenista vedeva diminuire i propri militanti, il cui numero si assottigliava per le defezioni e i decessi. Con Charles de Caylus, vescovo di Auxerre, scompariva nel 1754 l'ultimo membro dell'episcopato francese apertamente giansenista.

Gli ultimi anni del giansenismo francese furono invece contrassegnati dalla ricerca di segni divini a sostegno di una causa ormai umanamente disperata. In questo contesto di giansenismo decadente sorse il fenomeno del mouvement convulsionnaire, caratterizzato dall'applicazione reciproca di crudeli penitenze tra i membri di gruppi giansenisti: dai petits secours, come ricevere colpi di frusta, ai grands secours, come il farsi trafiggere con chiodi o spade, farsi sospendere alle pareti o addirittura farsi crocifiggere. 
(Cognet, p. 115)

### La devozione al Sacro Cuore come strategia antigiansenista
La risposta cattolica a tale dottrina e spiritualità venne anche con il culto del Sacro Cuore di Gesù, il quale riportò l'attenzione dei cristiani sull'importanza dell'umanità di Cristo e sulla misericordia del Signore. Tale culto giunse alla sua forma attuale grazie a santa Margherita Maria Alacoque, monaca di clausura francese del convento della Visitazione di Paray-le-Monial, negli anni a partire dal 1673 la quale supportò le proprie indicazioni su questa devozione testimoniando alcune apparizioni di Cristo. Tale culto fu inviso ai giansenisti, i quali si consideravano vicini allo spirito originario del cristianesimo, e in generale ai loro sostenitori, spesso colti ed eruditi, che la ritenevano una stravagante novità. Il gesuita Claudio de La Colombière, direttore spirituale della Alacoque, profondamente convinto dell'autenticità delle apparizioni, difese la monaca anche di fronte alla sua Chiesa locale, che giudicava le apparizioni come fantasie mistiche.
Nel 1750, il vescovo napoletano Alfonso Maria de' Liguori (poi canonizzato e proclamato dottore della Chiesa) pubblicò Le glorie di Maria: in quest'opera, invece, è la devozione mariana ad essere utilizzata in aperta polemica con il giansenismo.

## Il giansenismo in Italia
Il giansenismo, come si è visto, in Francia era connesso in modo particolare sia con il gallicanesimo sia con le esigenze di riforma della Chiesa. Questi stessi due aspetti - un profondo legame tra Chiesa e Stato e un programma "razionale" di riforma - caratterizzarono anche la diffusione del giansenismo stesso nella penisola italiana durante il Settecento.
In realtà, non erano mancati alcuni contatti tra i giansenisti francesi e simpatizzanti italiani già nel secolo precedente: tra Francia e Italia furono frequenti, in particolare, gli scambi di opinioni, di opere e di riviste (Les nouvelles ecclésiastiques, Il giornale antigesuita, etc.) riguardanti la questione giansenista. 
(Mezzadri, p. 413)
Fu però lungo il XVIII secolo che il giansenismo si diffuse in modo particolare in Italia, in un complesso intersecarsi di diverse istanze e correnti di pensiero: illuminismo, giurisdizionalismo, gallicanesimo e febronianesimo, e naturalmente l'applicazione di una riforma cattolica che rimaneva ancora ben lontana da quanto era stato auspicato dal concilio di Trento.
Il giansenismo italiano conobbe almeno tre momenti:
1. nella prima metà del secolo, un movimento riformatore "moderato", che partiva da un dibattito culturale e da ricerche erudite; di questo momento è altamente significativa l'esperienza di Ludovico Antonio Muratori. I precedenti di questa svolta culturale possono essere rintracciati nel periodo compreso tra la fine del Seicento e i primi decenni del secolo seguente: i conflitti giurisdizionalisti promossi da Vittorio Amedeo II di Savoia e dagli imperatori di Casa d'Austria ebbero infatti conseguenze importanti. Pur limitati negli effetti politici immediati, questi scontri tra sovrani e papato avevano infatti favorito e stimolato la nascente erudizione italiana, che proprio in quell'occasione aveva trovato un terreno adatto ad affinare tecniche e metodi d'indagine; anche dopo che si esaurì il momento della polemica giurisdizionalista, non venne meno l'interesse per la ricerca erudita tra i colti sostenitori del giansenismo italiano.[28]
2. nella seconda metà del secolo, un movimento apertamente contestatore in campo ecclesiastico, che invocava l'intervento statale nel governo ecclesiastico. Esempi eclatanti di questa contestazione furono Pietro Tamburini e soprattutto il sinodo di Pistoia del 1786.
3. alla fine del secolo, l'iscrizione definitiva delle istanze gianseniste nella riorganizzazione operata dal dispotismo illuminato, con il conseguente spegnimento e svuotamento del loro primitivo valore.[29]

(Valsecchi, p. 210)

### Ludovico Antonio Muratori (1672-1750)

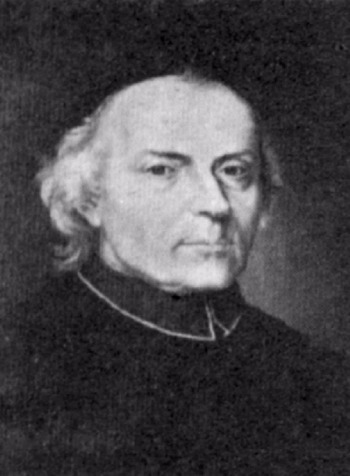
Ludovico Antonio Muratori

Presbitero modenese, è noto per la sua opera di erudizione storica, ma costituisce anche il "portabandiera" della prima generazione di riformatori ecclesiastici XVIII secolo, esponenti di un giansenismo "moderato".
Dottore all'Ambrosiana di Milano, Muratori cominciò la propria carriera pubblicando alcuni lavori di erudizione. Richiamato a Modena come archivista del Duca, intervenne nella polemica tra Sacro Romano Impero e Santa Sede per i diritti sul feudo di Comacchio (un tipico scontro giurisdizionalista), pubblicando la Piena esposizione dei diritti imperiali ed estensi e le Antichità estensi ed italiche. Questa ricerca segnò per Muratori un momento fondamentale, perché gli permise di affrontare il problema delle donazioni (vere o, più spesso, presunte) fatte al papa soprattutto dai Franchi, della formazione dello Stato della Chiesa e, ancora più a fondo, dello stesso potere temporale della Chiesa cattolico-romana. Naturalmente, tutto questo portava Muratori in un campo quanto mai delicato, e difatti egli fu sospettato e accusato di essere il continuatore di antichi eretici: Lutero, i Centuriatori di Magdeburgo, i giansenisti. In realtà, Muratori era in perfetta buona fede, ma soprattutto era un ricercatore libero nelle conclusioni storiche cui giungeva.
Un'altra esperienza importante per Muratori, che segnò tutta la sua vita, fu l'incontro con il gesuita (e questo dimostra che non ci stiamo muovendo in un contesto di giansenismo radicale, che non avrebbe mai mostrato simpatia per un gesuita) Paolo Ségneri: partecipando alle "missioni al popolo" predicate dal Ségneri, intrattenendo con lui corrispondenza e amicizia, Muratori si sentì spinto a dedicarsi alla cura pastorale. Nel 1716 ottenne la prepositura di Santa Maria della Pomposa a Modena e nel 1723, per la fondazione di una "Confraternita della carità cristiana", compose il trattato Della carità cristiana.
In questi testi, Muratori rivela un vago orientamento giansenista, esplicitato per esempio nella sua considerazione circa la «natura dell'uomo sì debole e corrotta e cotanto inclinata sin dalle fasce alla malizia e al male», presente nella lettera autobiografica a Giovanni Artico, conte di Porcía.
Anche durante gli anni dedicati al ministero in parrocchia, Muratori continuò - con un incredibile accumulo di lavoro - la sua ricerca erudita, pubblicando 27 volumi in folio dei Rerum Italicarum scriptores e i sei volumi delle Antiquitates Italicae Medii Aevi, ma occupandosi anche di riforma ecclesiastica, per esempio con il suo trattato Della regolata devotione de' cristiani (1747). Verso la fine della sua vita proseguì la pubblicazione, iniziata dall'oratoriano Giuseppe Bianchini, degli antichi sacramentari romani.
È significativo che lo sbocco dell'esperienza riformatrice del Muratori sia quasi giurisdizionalista: egli concluse le sue fatiche, prima della morte, con un trattato Della pubblica felicità (1749), dedicato all'arcivescovo-principe di Salisburgo Andreas Jakob von Dietrichstein.
(Donati, p. 82)

### Il sinodo di Pistoia (1786)

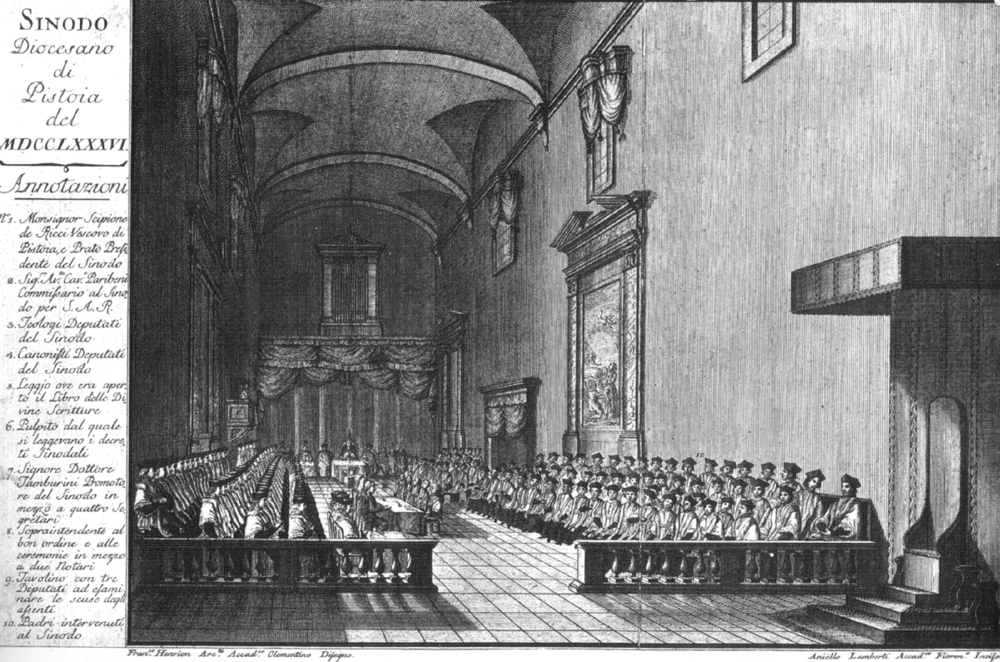
Una sessione del sinodo di Pistoia

Quando Pietro Leopoldo di Lorena divenne Granduca di Toscana, avviò un'opera di riforma generale di uno Stato rimasto assai arretrato sotto gli ultimi Medici, e in particolare una riforma della Chiesa secondo i principi del giurisdizionalismo e del dispotismo illuminato (exequatur e placet, soppressione degli ordini religiosi, riforma del clero).
In questa sua opera di riforma, Pietro Leopoldo incontrò il giansenismo italiano, rappresentato soprattutto dal vescovo di Pistoia e Prato Scipione de' Ricci. 
- Nel 1782 Ricci scrisse una lettera pastorale contro la devozione al Sacro Cuore di Gesù e disponendo vari interventi in campo liturgico;
- nel 1785 fece preparare un documento di riforma in 57 punti, che il Granduca poi inviò a tutti i vescovi della Toscana;
- nel 1786, finalmente, si celebrò un importante sinodo diocesano a Pistoia, sinodo che doveva costituire il modello e l'anticipazione (insieme a quelli che si sarebbero dovuti tenere nelle altre diocesi rette da vescovi giansenisti, ma che di fatto non si celebrarono mai) di un previsto Concilio nazionale per la riforma della Chiesa: il sinodo, composto di "padri sinodali" (preti impegnati nella cura d'anime) e di "consacerdoti" (preti senza cura d'anime) deliberava su materiali preparati da Pietro Tamburini e Vincenzo Palmieri;
- nel 1787 il concilio dei vescovi toscani si oppose a Ricci, poiché l'arcivescovo di Firenze Antonio Martini e altri "moderati" rigettarono le soluzioni radicali proposte dal sinodo di Pistoia;
- il 28 agosto 1794, infine, con la bolla Auctorem Fidei giunse la condanna di molte proposizioni del sinodo di Pistoia da parte del papa Pio VI.

Tra le proposte di riforma ecclesiastica che Scipione de' Ricci e il sinodo di Pistoia avevano avanzato, si possono ricordare la celebrazione di sinodi diocesani ogni due anni (sulla linea di quanto era stato disposto dal concilio di Trento e di fatto non era mai stato messo in pratica), la revisione dei libri liturgici con l'eliminazione di tutti gli elementi leggendari o legati a superstizioni, l'abolizione di tutti i titoli ecclesiastici oltre a quelli di vescovo, canonico del capitolo della Cattedrale e parroco, l'individuazione di «un metodo uniforme di studi ecclesiastici, tanto nei seminari, accademie ecclesiastiche ed università che nei conventi dei regolari, secondo la dottrina di sant'Agostino».
(Puncta ecclesiastica ab archiduce concepta, atque ad omnes Hetruriae episcopos per enciclicam epistulam transmessa, 1785)

### Altre influenze gianseniste nella penisola italiana
Influenze gianseniste, perseguitate dal cardinale Fabrizio Ruffo, emersero nel clero napoletano che aderiva alla repubblica partenopea, le cui connessioni con il regalismo borbonico non sono state ancora del tutto chiarite. Fra i giansenisti che operarono a Napoli si ricorda Vincenzo Troisi.
Il giansenismo era molto diffuso anche in Liguria e i genitori di Giuseppe Mazzini, Giacomo e Maria Drago, erano stati educati in famiglie ferventemente gianseniste.
In Lombardia e in particolare nel bresciano il giansenismo ebbe i suoi esponenti nell'abate Giuseppe Zola e nel già citato Pietro Tamburini. A Brescia verso la metà del Settecento aveva insegnato il famoso prete giansenista somasco Giuseppe Maria Pujati, che ebbe una fortissima influenza sul clero della diocesi di Brescia. Del giansenismo bresciano furono principali esponenti, oltre a Zola e Tamburini, Giovanni Battista Guadagnini, arciprete di Cividate Camuno e Gianbattista Rodella, segretario del conte Filippo Mazzucchelli. Il giansenismo ebbe un ruolo importante anche nella formazione e nella religiosità di Alessandro Manzoni, che scrisse le sue Osservazioni sulla morale cattolica dietro richiesta del vescovo di Pavia, il giansenista Luigi Tosi.

## Il giansenismo nei Paesi Bassi
All'inizio del XVIII secolo alcuni giansenisti in fuga dalla Francia si rifugiarono nei Paesi Bassi. Lì furono accolti dalla Chiesa locale, all'epoca in controversia con Roma proprio per via delle simpatie gianseniste di alcuni suoi precedenti vescovi; uno di questi vescovi, Petrus Codde, sarà anche processato per giansenismo a Roma (contro i privilegi che la stessa Santa Sede aveva concesso all'Arcivescovo di Utrecht), risultando innocente ma venendo comunque deposto dal papa. L'aiuto fornito ai giansenisti francesi fece sì che la chiesa nazionale dei Paesi Bassi venisse con essi identificata (pur essendo questa identità destituita di fondamento), e che questo equivoco si trascinasse per secoli.
Nel 1724, tuttavia, non si poté evitare lo scisma: il capitolo di Utrecht, dopo aver costretto il vicario apostolico de Cock ad andarsene, nominò di propria iniziativa, senza autorizzazione da Roma, un proprio arcivescovo (Cornelius van Steenoven), che ricevette la consacrazione episcopale dal vescovo missionario francese Dominique Marie Varlet, sospeso a divinis.

### Fonti
- (FR) Lucien Ceyssens, Sources relatives aux débuts du Jansénisme et de l'Antijansénisme : 1640-1643, collana Bibliothèque de la Revue d'histoire ecclésiastique, vol. 31, Louvain, Bibliotheque de l'Université, 1957.
- (FR) Lucien Ceyssens, La première bulle contre Jansénius : sources relatives à son histoire, 1644-1653, avec la collaboration d'Aimé Legrand, Bruxelles, Rome, Institut historique belge de Rome, 1961-1962.
- (FR) Lucien Ceyssens, La fin de la première période du Jansénisme : Sources des années 1654-1660, avec la collabor. du Chan. A. Legrand, Bruxelles, Rome, Institut historique belge de Rome, 1963-1965.
- (FR) Lucien Ceyssens e Sylvestre de Munter, La seconde période du Jansénisme, Bruxelles, Rome, Institut historique belge de Rome, 1968-1974.
- (FR) Lucien Ceyssens, Sources relatives à l'histoire du Jansénisme et de l'Antijansénisme des annés 1661-1672, collana Bibliothèque de la Revue d'histoire ecclésiastique, avec la collabor. de Silvestre de Munter; publié avec le concours du Fonds Albert de Meyer, vol. 45, Louvain, Bibliothèque de l'Université, 1968.
- (FR) Lucien Ceyssens e Sylvestre de Munter, Sources relatives à l'histoire du Jansénisme et de l'antijansénisme des annes 1677-1679, collana Bibliothèque de la Revue d'histoire ecclésiastique, vol. 59, Louvain, Bibliothèque de l'Université, 1974.
- Gianfranco Morra (a cura di), Catechismi giansenisti, Forlì, Edizioni di Ethica, 1968. Contiene, in trad. italiana: Petit catéchisme, di Jean Duvergier de Hauranne; Catéchisme de la grâce, di Mathieu Feydeau; Instruction sur la grâce selon l'Ecriture et les Pères e Instruction par demandes et par réponses touchant l'accord de la grâce avec la liberté, di Antoine Arnauld.

### Studi
- Arturo Carlo Jemolo, Il Giansenismo in Italia prima della rivoluzione, Bari, Laterza, 1928.
- G.M. De Giovanni, Il giansenismo a Napoli nel sec. XVIII, in Asprenas, vol. 1, 1954,  pp. 35-ss.
- (FR) Jean Orcibal, Saint-Cyran et le Jansénisme, collana Maîtres spirituels, vol. 25, Paris, Ed. du Seuil, 1961.
- Franco Valsecchi, Dispotismo illuminato, in Nuove questioni di storia del Risorgimento e dell'unità d'Italia, vol. 1, Milano, Marzorati, 1961,  pp. 189-240.
- Luigi Mezzadri, Orientamenti per una rilettura delle polemiche giansenistiche nel secolo XVII, in Edmond Préclin e Eugène Jarry (a cura di), Le lotte politiche e dottrinali nei secoli 17. e 18. : 1648-1789, Storia della Chiesa cominciata da Agostino Fliche e Vittorio Martin e continuata da Giovanni Battista Duroselle ed Eugenio Jarry, ed. italiana a cura di Luigi Mezzadri, trad. di Remigio Petrecchia, vol. 19.1, Torino, S.A.I.E., 1974,  pp. 585-591.
- Luigi Mezzadri, Il giansenismo in Italia, in Edmond Préclin e Eugène Jarry (a cura di), Le lotte politiche e dottrinali nei secoli 17. e 18. : 1648-1789, Storia della Chiesa cominciata da Agostino Fliche e Vittorio Martin e continuata da Giovanni Battista Duroselle ed Eugenio Jarry, ed. italiana a cura di Luigi Mezzadri, trad. di Remigio Petrecchia, vol. 19.1, Torino, S.A.I.E., 1974,  pp. 408-426.
- (FR) Academia Belgica (a cura di), Actes du colloque sur le jansénisme : Rome, 2 et 3 novembre 1973, collana Bibliothèque de la Revue d'histoire ecclésiastique, vol. 64, Louvain, Publications Universitaires, Editions Nauwelaerts, 1977.
- Henri de Lubac, II-III: Giansenio, in Agostinismo e teologia moderna, Opera omnia, ed. italiana a cura di Elio Guerriero, trad. di Giovanni Benedetti, vol. 12, Milano, Jaca book, 1978.
- Hermann Tüchle, La Riforma e la Controriforma, in Nuova storia della Chiesa, vol. 3, 2ª ed., Marietti, 1981,  pp. 298-309.404-407.
- Massimo Marcocchi, La spiritualità tra giansenismo e quietismo nella Francia del Seicento, collana La spiritualità cristiana, 15, Roma, Studium, 1983, ISBN 88-382-3479-5.
- (FR) Louis Cognet, Le Jansénisme, collana Que sais-je?, vol. 960, 5ª ed., Paris, Presses universitaires de France, 1985.
- Louis Cognet, La Chiesa nell'epoca dell'assolutismo e dell'illuminismo: egemonia francese, giansenismo, missioni (17.-18. sec.), in Hubert Jedin (a cura di), Storia della Chiesa, prefazione all'ed. italiana di Massimo Marcocchi, traduzione di Giorgio Butterini ... [et al.], aggiornamento bibliografico di Paola Vismara, vol. 7, 2ª ed., Milano, Jaca book, 1987,  pp. 28-66, ISBN 88-16-30037-X.
- Jean Robert Armogathe, Il giansenismo prima del 1648, in Luigi Mezzadri (a cura di), La Chiesa nell'età dell'assolutismo confessionale. Dal Concilio di Trento alla pace di Westfalia (1563-1648), Storia della Chiesa cominciata da Agostino Fliche e Vittorio Martin e continuata da Giovanni Battista Duroselle ed Eugenio Jarry, vol. 18.2, Cinisello Balsamo, Edizioni Paoline, 1988,  pp. 502-512.
- Giacomo Martina, L'eta dell'assolutismo, in La Chiesa nell'età dell'assolutismo, del liberalismo, del totalitarismo, vol. 2, 7ª ed., Brescia, Morcelliana, 1989,  pp. 147-185, ISBN 88-372-1006-X.
- Guillaume de Bertier de Sauvigny e Joseph Hajjar, Secolo dei Lumi, Rivoluzioni, Restaurazioni, in Nuova storia della Chiesa, vol. 4, 2ª ed., Marietti, 1989,  pp. 98-108.
- Jean Delumeau, Il cattolicesimo dal 16. al 18. secolo, ed. italiana a cura di Mario Bendiscioli, Milano, Mursia, 1989,  pp. 139-170.
- Claudio Donati, Mondo nobiliare e orientamenti politici e culturali nella Brescia del tardo Settecento, in Paolo Corsini e Daniele Montanari (a cura di), Pietro Tamburini e il giansenismo lombardo, Brescia, Morcelliana, 1993,  pp. 63-84.